# Onthophagus dives
Onthophagus dives là một loài bọ cánh cứng trong họ Bọ hung (Scarabaeidae).